# Brancos (Galiza)

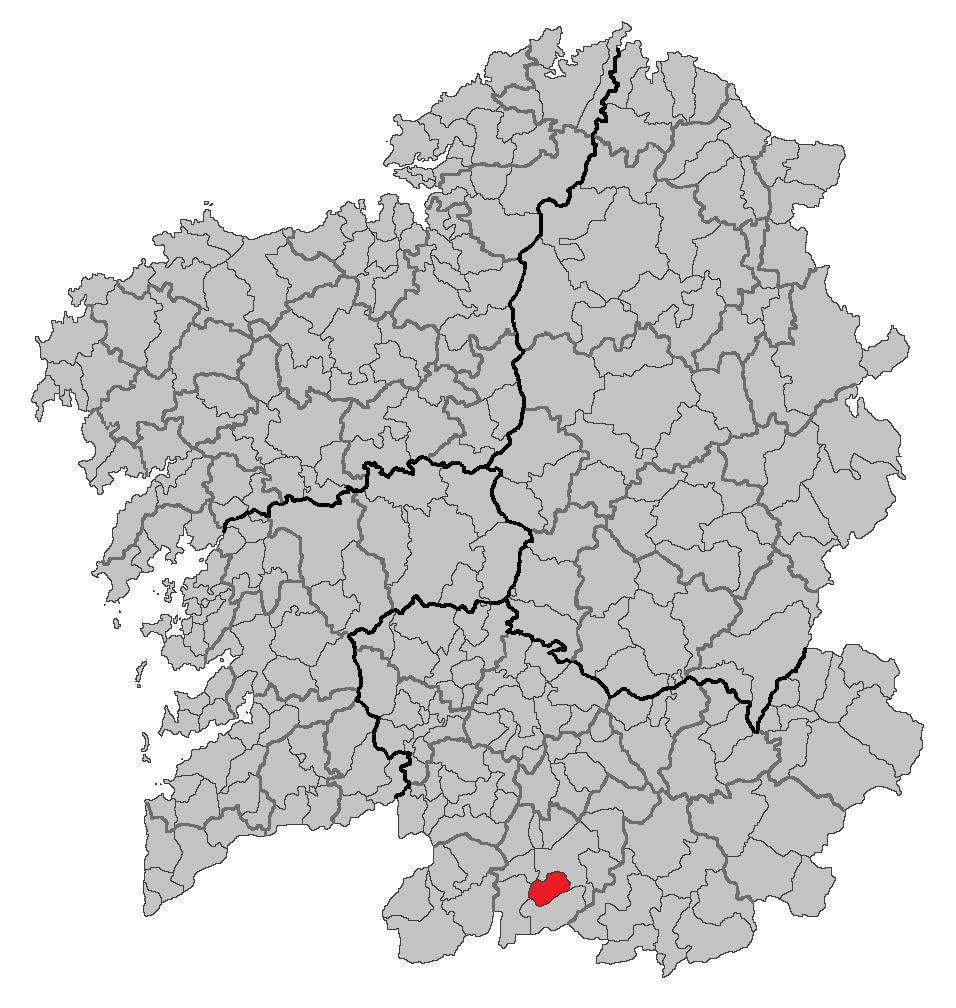
Localização dos Blancos

Brancos (Os Blancos; Los Blancos em espanhol) é um município da Espanha na província 
de Ourense, 
comunidade autónoma da Galiza, de área 17,68 km² com 
população de 1086 habitantes (2007) e densidade populacional de 2170,14 hab./km².

## Demografia
| Variação demográfica do município entre 1991 e 2004 | Variação demográfica do município entre 1991 e 2004 | Variação demográfica do município entre 1991 e 2004 | Variação demográfica do município entre 1991 e 2004 |
| --------------------------------------------------- | --------------------------------------------------- | --------------------------------------------------- | --------------------------------------------------- |
| 1991                                                | 1996                                                | 2001                                                | 2004                                                |
| 1272                                                | 1269                                                | 1190                                                | 1138                                                |